# Un amour
Un amour (titre original en italien Un amore) est un roman de Dino Buzzati paru en italien en 1963. La traduction française date de 1964.

## Présentation
Le roman, paru en 1963 en Italie, est le dernier roman de Dino Buzzati.

## Résumé
Antonio, 49 ans, s'éprend d'une jeune femme Laïde qui se prostitue occasionnellement. Cette passion l'entraîne dans une relation tumultueuse.

## Adaptations

### Au cinéma
- 1966 : par Gianni Vernuccio, dans le film franco-germano-italien sorti sous le titre Une garce inconsciente, puis repris sous le titre éponyme de l’œuvre : Un amour[2].

- 1976 : Mado de Claude Sautet s'inspire en partie du roman de Dino Buzzati.

### Au théâtre
- 1982 : mise en scène de Jean-Pierre Andréani, Théâtre de l’Épicerie[3].